# Varde
Varde és una ciutat danesa del sud-oest de la península de Jutlàndia, és la capital del municipi de Varde que forma part de la regió de Syddanmark, ambdós creats l'1 de gener del 2007 com a part d'una reforma territorial.
La ciutat és a uns 18 km d'Esbjerg i el riu Varde la travessa de nord-est a sud-oest. L'origen de Varde se situaria a l'edat mitjana, el primer cop que apareix citada documentalment és el 1107. La ciutat es va originar a un gual, un lloc adequat per passar el riu fàcilment, i a més hi podien arribar petits vaixells. Essent una antiga ciutat comercial té un nucli antic interessant i és visitada durant l'estiu, a això també ajuda que el Mar del Nord no és gaire lluny.
L'escut de la ciutat és probablement el més antic de Dinamarca, data dels voltants de l'any 1442, any en què Varde va aconseguir la seva primera carta municipal. L'escut consisteix a un lleó daurat amb una llengua vermella sobre un fons blau. Tanmateix el nom oficial és el de lleopard daurat (guld-leopard). El document original de la carta municipal de l'agost del 1442 atorgada per Cristòfor de Baviera no es conserva però si una transcripció del 1648.

## Personatges il·lustres
- Johannes Nicolaus Brønsted (1879-1947), químic físic